# Mikel Bernal Fernández
Mikel Bernal Fernández (Vitoria, 9 de junio de 1987) es un deportista español que compite en taekwondo. Ganó una medalla de bronce en el Campeonato Europeo de Taekwondo de 2008, en la categoría de +84 kg.

## Palmarés internacional
| Campeonato Europeo | Campeonato Europeo | Campeonato Europeo | Campeonato Europeo |
| Año                | Lugar              | Medalla            | Categoría          |
| ------------------ | ------------------ | ------------------ | ------------------ |
| 2008               | Roma (Italia)      | Medalla de bronce  | +84 kg             |